# Zhangjiakou
Zhangjiakou (xinès tradicional: 張家口; xinès simplificat: 张家口; pinyin: Zhāngjiākǒu; mongol: Чуулалт Хаалга [Čuulalt Haalga]; mongol clàssic: Qaɣalɣan; manxú: Imiyangga jase) és una ciutat a nivell de prefectura de la província de Hebei, al nord de la Xina. És coneguda també pel seu antic nom de Kalgan, i deriva de "хаалга" que vol dir porta (Porta de la Gran Muralla).
Limita amb Pequín al sud-est, Mongòlia Interior al nord i oest i Shanxi al sud-oest. El 2019, la seva població era de 4.650.000 habitants en 36.861,56 quilòmetres quadrats, dividits en 17 comarques i districtes. L'àrea urbanitzada formada pels districtes de Qiaoxi, Qiaodong, Chongli, Xuanhua i Xiahuayuanen gran part conurbades tenia 1.500.000 habitants el 2019 en 1.412,7 km².
Des de l'antiguitat, Zhangjiakou ha estat un bastió d'importància militar i ha estat competit per diverses faccions. Per aquest motiu, Zhangjiakou rep el sobrenom de la Porta Nord de Pequín. A causa de la seva posició estratègica en diverses artèries de transport importants, és un node crític per viatjar entre Hebei i Mongòlia Interior i connectar el nord-oest de la Xina, Mongòlia i Pequín. Aquí es troba Dajingmen, una important porta i unió de la Gran Muralla Xina.
Al sud, Zhangjiakou l'activitat és principalment per a ús agrícola. Al nord, Bashang és una part de l'altiplà de Mongòlia i està dominada per pastures. La cobertura forestal arriba al 37%, fet que li val a Zhangjiakou el títol de Ciutat Forestal Nacional.